# Frøya
Frøya ist eine Insel, die vor der Küste Mittelnorwegens im Nordmeer liegt. Mit einigen umliegenden Inseln bildet sie die westlichst gelegene Kommune (Gemeinde) im Fylke Trøndelag.
Verwaltungssitz ist das Dorf Sistranda an der Ostküste der Insel. Weitere Siedlungen sind Bogøyvær, Sula, und Mausund an der Nordküste sowie Titran an der Westküste.
Mit der Nachbarinsel Hitra ist Frøya seit 2000 durch den Frøyatunnel verbunden.
Die Stadtwerke München und das norwegische Unternehmen Trønderenergi betreiben ein Kooperationsprojekt für einen Windpark mit 14 Windrädern vor der Insel. Im April 2019 kam es zu einem Streit zwischen der Gemeinde Frøya und den Unternehmen, ob die Baugenehmigung inzwischen ausgelaufen ist.

## Geographie und Fauna
Die Insel Frøya ist 147 km² groß, doch das Areal der Gemeinde beträgt 244 km². Außer der Hauptinsel zählen noch ca. 5.400 kleinere Inseln und Klippen zur Gemeinde. Frøya selbst ist relativ flach mit einem höchsten Punkt der auf 74 moh. liegt.
Der größte Teil der Gemeinde gehört zum 1979 eingerichteten Naturreservat Froan, das insgesamt 400 km² groß ist. Im Reservat brüten rund 50 verschiedene Vogelarten. Außerdem gibt es unzählige Vögel, die das Gebiet kurzzeitig besuchen. Froan stellt auch das Kerngebiet für den norwegischen Bestand der Kegelrobbe dar.
In den 163 Gewässern der Hauptinsel leben hauptsächlich Forellen. Auch ein Teil der Rothirschherde von der Nachbarinsel Hitra ist hierher übergesiedelt. Die Population ist selbständig lebensfähig und wird auch bejagt. Trotzdem ist sie bedeutend bescheidener als die Herde der Nachbargemeinde.